# لوک والایس
لوک والایس (انگلیسی: Luc Wallays; ۷ اوت ۱۹۶۱ – ۵ مارس ۲۰۱۳) دوچرخه‌سوار اهل بلژیک بود.